# Finnsjön, Södermanland
Finnsjön är en sjö i Gnesta kommun och Strängnäs kommun i Södermanland och ingår i Trosaåns huvudavrinningsområde. Sjön är 8,3 meter djup, har en yta på 0,568 kvadratkilometer och är belägen 64,5 meter över havet. Sjön avvattnas av vattendraget Trosaån (Sättraån). Vid provfiske har abborre, gers, gädda och mört fångats i sjön.

## Delavrinningsområde
Finnsjön ingår i det delavrinningsområde (656510-156601) som SMHI kallar för Utloppet av Finnsjön. Medelhöjden är 73 meter över havet och ytan är 4,35 kvadratkilometer. Räknas de 2 avrinningsområdena uppströms in blir den ackumulerade arean 5,34 kvadratkilometer. Avrinningsområdets utflöde Trosaån (Sättraån) mynnar i havet. Avrinningsområdet består mestadels av skog (86 procent). Avrinningsområdet har 0,57 kvadratkilometer vattenytor vilket ger det en sjöprocent på 13,2 procent.